# طب الصحة الجنسية
طب الصحة الجنسية هو التخصص الطبي الذي يتعامل مع الصحة الجنسية. يتأثر هذا المجال في بعض الأحيان بشكل كبير بوجهات النظر المحلية الحالية حول الأخلاق مع وجود تراكب ثقافي كثيف. ويهتم هذا التخصص بمعنى واسع بتشخيص وتقييم ومعالجة جميع الجوانب التي تتعلق بالجنس.
يمكن تقسيم القضايا المُتضمنة في هذا المجال إلى مجالين رئيسيين:
- اضطرابات الأعضاء التناسلية
- اضطرابات نفسية تؤثر على الجنس

يحتوي الطب الجنسي على أربعة أبعاد:
- البعد الترويجي (يزيد الوعي ويساعد الأفراد على التمتع بحياة جنسية صحية ومرضية)
- البعد الوقائي (المشورة)
- البعد العلاجي (العلاج السريري لاضطرابات جنسية محددة)
- البعد التأهيلي (يساعد المرضى على استعادة الصحة الجنسية)

## اضطرابات الأعضاء التناسلية
تسبب اضطرابات الأعضاء التناسلية سواءًا كانت عيوب خلقية أو مكتسبة إلى بعض الأمراض التي تتداخل مع مفهوم الصحة الجنسية المرضية للطرفين. وتشمل الحالات المتنوعة الأعضاء الجنسية غير المُخلّقة، والخنثى والتشوهات الوراثية الأخرى، أو الصدمة مثل البتر أو التمزق. تشكل الأمراض المنقولة جنسيًا أكبر نسبة من المرضى في هذه الفئة. ومن بين هذه الأمراض، يشكل فيروس نقص المناعة البشرية/ الإيدزأكبر نسبة، وبالتالي يشكل الإيدز خطراً كبيراً على السكان في جميع أنحاء العالم، لا سيما في قارة أفريقيا، وخاصةً في منطقة جنوب الصحراء الكبرى.

## اضطرابات نفسية تؤثر على الجنس
يمكن ذكر مجموعة واسعة من الاضطرابات في هذا القسم. في حين أن أولئك المتأثرين قد يسخرون - وغالبًا ما يفعلون - من المرضى، فإن مثل هذه القضايا يمكن أن تؤثر بشكل كبير على الصحة النفسية للفرد، مما يؤدي إلى الاكتئاب والقتل والانتحار. تأثرت الثقافات سلبًا بالالتزام بمواقف محددة تتعلق بالجنس. يمكن أن تُعزى قضايا مثل تشويه الأعضاء التناسلية كالختان والاغتصاب والقتل دفاعًا عن الشرف إلى مثل هذه المشكلات التي رغم قبولها «كقاعدة» لثقافة معينة، إلا أنها تُعتبر في حالات أخرى يمكن تصرفُا مُشينًا.
تشمل الأمثلة على الحالات الممكن علاجها من قبل المتخصصين في هذا المجال، على سبيل المثال لا الحصر:
- ضعف الانتصاب
- فقدان الرغبة الجنسية
- عسر الجماع
- عدم إكمال الجماع
- العدوى المنتقلة جنسيًا

## السيرة المرضية
يمكن تثبيط السيرة المرضية أو التاريخ الطبي للقضايا المتعلقة بطب الإنجاب وطب الصحة الجنسية بإحجام المريض عن الكشف عن معلومات حميمة أو غير مريحة. حتى إذا كانت هذه القضية تدور في ذهن المريض، إلا أنه لا يبدأ في كثير من الأحيان بالحديث عن مثل هذه المسألة دون أن يبدأ الطبيب الموضوع من خلال سؤال محدد حول الصحة الجنسية أو الإنجابية. عادةً ما يجعل إلمام الطبيب بأحوال المريض من السهل عليه أن يتحدث عن قضايا حميمة مثل الموضوعات الجنسية. ولكن بالنسبة لبعض المرضى، قد يظل المريض رغم وجود درجة عالية جدًا من الألفة مترددًا في الكشف عن مثل هذه القضايا الحميمية. عند زيارة أحد مقدمي الخدمات الصحية حول المسائل الجنسية، ينبغي وجود الزوجين، وهو أمر جيد عادةً، ولكنه قد يمنع أيضًا من الكشف عن مواضيع معينة، ويزيد حسب أحد التقارير من مستوى الإجهاد.

## مجتمعات الطب الجنسي
يوجد العديد من الجمعيات الطبية الدولية للطب الجنسي مثل:
- الجمعية الدولية للطب الجنسي (ISSM)
- الجمعية العربية للطب الجنسي (PASSM)
- الجمعية الأوروبية للطب الجنسي (ESSM)
- جمعية الطب الجنسي في أمريكا الشمالية (SMSNA)
- جمعية أمريكا اللاتينية للطب الجنسي (SLAMS)
- جمعية آسيا والمحيط الهادئ للطب الجنسي (APSSM)